# Kampene ved Matanikau
Kampene langs Matanikau i september og oktober 1942 var to separate men sammenhængende kampe blandt en række træfninger mellem amerikanske og japanske styrker omkring Matanikaufloden på Guadalcanal, som fandt sted under slaget om Guadalcanal. Kampene, hvoraf den første fandt sted mellem den 23. og 27. september 1942 og den anden mellem 6. og 9. oktober 1942, var to af de største og mest betydningsfulde langs floden.
Området ved Matanikaufloden på Guadalcanal omfattede også halvøen Point Cruz, landsbyen Kokumbona og en række bakker og kløfter, som strakte sig ind i landet fra kysten. Japanske styrker brugte området til at omgruppere sig efter angreb på amerikanske styrker, så de igen kunne gennemføre angreb på de amerikanske stillinger ved flyvepladsen Henderson Field, og som ligger ved Lunga Point på Guadalcanal. Japanerne brugte også området som base i forsvaret imod allierede angreb på japanske soldater og forsyningslejre mellem Point Cruz og Kap Esperance på det vestlige Guadalcanal. Sidst brugte japanerne også området som udkigspunkt, hvorfra man kunne se og rapportere om allieret aktivitet omkring Henderson Field.
I den første træfning angreb elementer af tre marinebataljoner under kommando af generalmajor Alexander Vandegrift japanske troppekoncentrationer på flere punkter ved Matanikaufloden. Marinekorpsets angreb havde til formål at fjerne omstrejfende japanske soldater, som var ved at trække sig tilbage til Matanikau efter det nylige slaget ved Edson's Ridge, at afbryde japanske forsøg på at bruge området ved Matanikau som base for angreb mod marinekorpsets stillinger ved Lunga og at nedkæmpe japanske styrker i området. Japanerne, som var under kommando af generalmajor Kiyotake Kawaguchi, slog marinesoldaternes angreb tilbage. Under kampen blev tre kompagnier marinesoldater omringet af japanske styrker. De havde lidt store tab og undslap knapt med hjælp fra en af flådens destroyere og landgangsfartøjer fra kystvagten.
Under den anden kamp to uger senere, lykkedes det en større styrke af marinesoldater at krydse Matanikaufloden og angribe japanske styrker under kommando af de nyligt ankomne generaler Masao Maruyama og Yumio Nasu. De tilføjede et japansk infanteriregiment store tab, og angrebet tvang japanerne til at trække sig tilbage fra deres stilinger øst for Matanikau samt hindrede japanske forberedelser til deres planlagte store offensiv mod de amerikanske stillinger ved Lunga, der blev til slaget om Henderson Field.

## Baggrund
Den 7. august 1942 gik Vestallierede styrker i land på Guadalcanal, Tulagi og Floridaøerne i Salomonøerne. Landsætningerne havde til formål at forhindre japanerne i at bruge dem til baser, der kunne true forsyningsruterne mellem USA og Australien og sikre sig øerne som udgangspunkt for et felttog, der havde til formål at indtage eller neutralisere den store japanske base i Rabaul og samtidig støtte de allieredes felttog på Ny Guines. Landsætningerne blev starten på det seks måneder lange slag om Guadalcanal. Japanerne blev overrasket af landsætningerne, og om aftenen den 8. august havde de allierede styrker erobret Tulagi og nærliggende småøer samt en flyveplads, som var under opbygning ved Lunga Point på Guadalcanal – og som senere fik navnet Henderson Field af de allierede.
Som reaktion på de allieredes landgang på Guadalcanal gav den japanske overkommando 17. armé, der var på størrelse med et armékorps og havde hovedkvarter i Rabaul under generalløjtnant Harukichi Hyakutake, opgaven med at generobre Guadalcanal fra de allierede styrker. Den 17. armé var på dette tidspunkt stærkt involveret i det japanske felttog på Ny Guinea og havde kun nogle få enheder, som kunne sendes til de sydlige Salomonøer. Blandt disse enheder var 35. infanteribrigade under generalmajor Kiyotake Kawaguchi på Palau, 4. (Aoba) infanteriregiment i Filippinerne og 28. infanteriregiment om bord på transportskibe ved Guam. De forskellige enheder begyndte straks at bevæge sig mod Guadalcanal, men da Ichikis regiment var nærmest, ankom det først. Den første gruppe af Ichikis enhed bestod af omkring 917 soldater og blev landsat fra destroyere ved Taivu Point, øst for Lungastillingen den 19. august. De angreb de amerikanske stillinger den 21. august og blev omtrent udslettet under slaget ved Tenaru.
Mellem den 29. august og den 7. september landsatte japanske destroyere (kaldet "Tokyo Express" af de allierede styrker) og en konvoj af langsomme pramme 6.000 mand fra Kawaguchis brigade, herunder resten af Ichikis regiment (kaldet Kumabataljonen) og en stor del af Aobaregimentet, på Guadalcanal. General Kawaguchi og 5.000 af tropperne gik i land 32 km øst for Lungastillingen ved Taivu Point. De øvrige 1.000 tropper under kommando af oberst Akinosuka Oka gik i land vest for Lungastillingen ved Kokumbona. I denne periode fortsatte Vandegrift med at lede indsatsen med at styrke og forbedre forsvaret af Lungastillingen. Mellem den 21. august og 3. september flyttede han tre marinebataljoner – herunder den 1. raiderbataljon under oberstløjtnant Merritt A. Edson fra Tulagi og Gavutu til Guadalcanal.
Kawaguchis midterste styrke på 3.000 mand begyndte deres angreb mod en højderyg syd for Henderson Field den 12. september i det, der senere fik navnet slaget ved Edson's Ridge. Efter talrige frontalangreb blev Kawaguchis angreb slået tilbage med svære tab for japanerne, som trak sig tilbage til junglen den 14. september. Okas angreb i vest og Kumabataljonens i øst blev også slået tilbage af de amerikanske marinesoldater i løbet af de samme to dage. Kawaguchis enheder fik ordre til at trække sig tilbage mod vest til Matanikaudalen og slutte sig til Okas enhed på vestsiden af Lungastillingen. De fleste af Kawaguchis mænd var nået frem til Matanikau den 20. september.
Mens japanerne omgrupperede sig vest for Matanikau, koncentrerede de amerikanske styrker sig om at udfylde og forstærke deres stillinger ved Lunga. Den 18. september ankom en allieret konvoj med 4.157 mand fra 3. provisoriske marinebrigade (7. marineregiment) til Guadalcanal. Disse forstærkninger gjorde det fra den 19. september muligt for Vandegrift at etablere en ubrudt linje af forsvarsstillinger hele vejen rundt om Lunga.
Japanerne begyndte straks at forberede deres næste forsøg på at generobre Henderson Field. 3. bataljon af 4. (Aoba) infanteriregiment var gået i land i Kamimbobugten på den vestlige del af Guadalcanal den 11. september. Det var for sent, til at de kunne deltage i Kawaguchis angreb på Lungastillingen. Under angrebet havde bataljonen sluttet sig til Okas styrker ved Matanikau. Senere Tokyo Expresser, som begyndte den 15. september, bragte fødevarer og ammunition foruden 280 mand fra 1. bataljon af Aobaregimentet til Kamimbo på Guadalcanal.
Generalløjtnant i marinekorpset, Vandegrift, og hans stab var klar over, at Kawaguchis tropper havde trukket sig tilbage til området vest for Matanikau og at talrige grupper af omstrejfende japanere var spredt ud over området mellem Lungastillingen og Matanikaufloden. Marinesoldater havde tidligere gennemført to raids – den 19. og 29. august – og havde her dræbt nogle af de japanske soldater i området, men det var ikke lykkedes at fjerne muligheden for at bruge det som et samlingspunkt og en forsvarsstilling for de japanske styrker, som truede den vestlige del af marinekorpsets stillinger. Vandegrift besluttede derfor at gennemføre en ny række af operationer med små enheder omkring Matanikaudalen. Formålet med disse operationer var at fjerne de spredte grupper af japanske tropper øst for Matanikau og at sørge for, at den japanske hovedstyrke ikke fik ro til at konsolidere deres stillinger så tæt på marinekorpsets stillinger ved Lunga Point. Den første operation blev tildelt 1. bataljon af 7. marineregiment under oberstløjtnant Chesty Puller, og operationen startede den 23. september. Operationen fik artilleristøtte fra 11. marineregiment.

## Kampene i september

### Optakt
Marinekorpsets plan gik ud på, at Pullers bataljon skulle marchere vestpå fra Lungastillingen, kravle op på Mount Austen, krydse Matanikau-floden og derpå rekognoscere området mellem Matanikau og landsbyen Kokumbona. Samtidig skulle 1. raiderbataljon, som nu var under kommando af oberstløjtnant Samuel B. Griffith, krydse Matanikau ved udmundingen og udforske området mellem floden, Kokumbona og længere vest på mod Tassafaronga. Marinekorpset mente, at der var omkring 400 japanere i området.
Antallet af japanske tropper i Matanikaudalen var rent faktisk langt højere end marinekorpset ventede. Da han troede, at de allierede kunne finde på at gennemføre en stor amfibielandgang ved Matanikaufloden, tildelte Kawaguchi Okas 124. infanteriregiment, der var på omkring 1.900 mand, opgaven med at forsvare Matanikau. Oka placerede sin "Maizuru"-bataljon omkring basen på Mount Austen og langs Matanikau bredder. Resten af Okas lå vest for Matanikau, men var placeret således, at den hurtigt kunne reagere på et allieret angreb i området. Sammen med andre japanske tropper ved Kokumbona var den samlede japanske styrke omkring Matanikau på 4.000 mand.

### Kampen
De 930 mand i Pullers bataljon marcherede vestpå fra Lungastillingen tidligt om morgenen den 23. september. Senere på morgenen fordrev Pullers tropper to japanske patruljer, som rekognoscerede stillingerne ved Lunga. Pullers bataljon slog herefter lejr for natten og forberedte sig på at klatre op af Mount Austen næste dag.
Kl. 17 den 24. september, mens Pullers folk var på vej op ad den nordøstlige skråning af Mount Austen, overraskede og dræbte de en lejr med 16 japanske soldater. Larmen fra denne kamp alarmerede adskillige kompagnier fra Okas Maizurubataljon, som opholdt sig i nærheden. Maizurutropperne angreb hurtigt Pullers marinesoldater, som gik i dækning og skød tilbage. Efter ordre fra Oka trak japanerne sig langsomt ud af kampen, mens de trak sig tilbage mod Matanikaufloden, og kampen var ovre, da natten faldt på. Marinesoldaterne talte 30 døde japanere, mens de selv havde lidt 13 døde og 25 sårede. Puller kaldte hovedkvarteret op over radioen og bad om hjælp til at få evakueret de sårede. Vandegrift svarede, at han ville sende 2. bataljon af 5. marineregiment som forstærkning den følgende dag.
2. bataljon af 5. marineregiment under oberstløjtnant David McDougal mødtes med Pullers enhed tidligt den 25. september. Puller sendte sine sårede tilbage til Lungastillingen sammen med tre kompagnier af sin bataljon og fortsatte missionen med sit resterende C-kompagni, hovedkvarterstaben og 2. bataljon af 5. marineregiment. De slog lejr for natten mellem Mount Austen og Matanikaufloden.
Om morgenen den 26. september nåede Puller og McDougals tropper Matanikaufloden og forsøgte at krydse over en bro, som japanerne tidligere havde bygget, og som blev kaldt "one-log bridge". På grund af modstand fra omkring 100 japanske forsvarere omkring broen fortsatte marinesoldaterne i stedet nordpå langs den østlige bred af Matanikau til sandbanken ved kysten, hvor floden havde sin udmunding. Okas tropper slog et forsøg på at krydse floden på dette sted tilbage foruden et andet forsøg på at krydse one-log bridge senere på eftermiddagen. I mellemtiden havde Griffiths raiderbataljon sluttet sig til Puller og McDougals tropper ved mundingen af Matanikau sammen med Merritt A. Edson, chefen for 5. marineregiment.
Edson medbragte en "hastigt udtænkt" angrebsplan, som primært var lavet af oberstløjtnant Merrill B. Twining, som tilhørte Vandegrifts divisionsstab. Den gik ud på, at Griffiths Raidere og Pullers C-kompagni skulle krydse one-log bridge og derpå ramme de japanske styrker ved flodmundingen i flanken sydfra. Samtidig skulle McDougals bataljon angribe hen over sandbanken. Hvis angrebet lykkedes, skulle resten af Pullers bataljon gå i land fra både vest for Point Cruz for at overraske japanerne bagfra. Fly fra Henderson Field – foruden 75 mm og 105 mm marineartilleri – skulle give støtte til operationen. Offensiven skulle starte den følgende dag, den 27. september.
Marinesoldaternes angreb om morgenen den 27. september kom ikke særlig langt. Griffiths Raidere kunne ikke komme over one-log bridge, men led flere tab, herunder major Kenneth D. Bailey, som blev dræbt, og Griffith blev såret. Et forsøg på at omgå japanernes flanke længere op ad floden slog også fejl. Japanerne, der havde forstærket deres enheder ved mundingen af Matanikau i løbet af natten med flere kompagnier fra 124. infanteriregiment, afviste angrebene fra McDougals mænd.
På grund af forvanskede meddelelser fra Griffith på grund af et japansk luftangreb mod Henderson Field, der ødelagde marineinfanteriets kommunikationsnet, troede Vandegrift og Edson, at det var lykkedes for raiderne at krydse Matanikau. Pullers bataljon fik derfor ordre til at indlede den planlagte landsætning vest for Point Cruz. Tre kompagnier fra Pullers bataljon, under major Otho Rogers gik i land fra ni landgangsfartøjer lige vest for Point Cruz kl. 13.00. Rogers' marinesoldater trængte ind i landet og besatte en højderyg, kaldet Hill 84, omkring 500 meter fra landgangsstedet. Oka kunne se, hvor alvorlig denne landgang var, og beordrede sine tropper til at trænge ind på Rogers marinesoldater både fra øst og vest.
Kort efter de havde besat højderyggen, kom Rogers' mænd under kraftig beskydning fra to retninger fra Okas styrker. Major Rogers blev ramt af en mortergranat og blev dræbt øjeblikkeligt. Kaptajn Charles Kelley, som havde kommandoen over et af kompagnierne, overtog kommandoen og organiserede marinesoldaterne i en forsvarsring på højderyggen, så de kunne kæmpe imod. Marinesoldaterne på Hill 84 havde mistet kontakten med hovedkvarteret via radio og kunne således ikke bede om hjælp. Marinesoldaterne improviserede ved at lægge hvide undertrøjer ud på højdedraget, så de dannede ordet "H-E-L-P" (hjælp). Et fly fra Henderson Field, som støttede operationen, opdagede undertrøjerne og videresendte meddelelsen til Edson over radioen.
Edson modtog en meddelelse fra raiderbataljonen, som fortalte om deres mislykkede forsøg på at krydse Matanikau. Til dem, der stod omkring ham, sagde Edson: "Jeg tror, vi hellere må kalde dem tilbage. Det lader ikke til, at de kan krydse floden". Puller svarede vredt: "Du skal ikke kaste disse mænd bort!", åbenbart som henvisning til de af hans folk, som var fanget på vestsiden af Matanikau, og stormede af sted mod stranden, hvor han ved hjælp af sin personlige signalmand fik fat i destroyeren Monssen, som støttede operationen. Da han var kommet om bord på Monssen ledte Puller og destroyeren 10 landgangsfartøjer til Point Cruz og fik etableret forbindelse til Kelly på højderygggen ved hjælp af signalflag.
På dette tidspunkt var Okas tropper gået i stilling, så de fuldstændig afskar marinesoldaterne på Hill 84 fra kysten.
Koordineret af Puller begyndte Monssen derfor at sprænge en korridor mellem højderyggen og stranden. Efter omkring 30 minutters beskydning var vejen klaret til at marinesoldaterne kunne undslippe til stranden. Selv om de led nogle tab fra deres egen artilleribeskydning, klarede de fleste marinesoldater at komme ned til stranden ved Point Cruz inden kl. 16.30. Okas tropper beskød kraftigt marinesoldaterne på stranden i et forsøg på at forhindre dem i at blive evakueret, og kystvagtbesætningerne på landgangsfartøjerne reagerede ved selv at yde kraftig beskydning for at dække marinesoldaternes tilbagetrækning. Soldaterne kom om bord trods beskydning, og det lykkedes dem at vende tilbage til Lungastillingen, hvilket afsluttede kampen. Signalmand af 1. klasse i kystvagten, Douglas Albert Munro, som havde kommandoen over denne gruppe af Higgins-både, blev dræbt, mens han leverede dækningsild fra sit landgangsfartøj for marinesoldaterne, mens de forlod stranden, og han modtog posthumt Medal of Honor for sin indsats i kampen. Indtil dato er han den eneste fra kystvagten, der har opnået denne udmærkelse.

### Efterspil
Resultaterne af kampen var opmuntrende for japanerne, som stadig forsøgte at komme sig oven på deres nederlag på Edson's Ridge to uger tidligere. Okas tropper talte ligene af 32 amerikanske marinesoldater omkring Hill 84, og de erobrede 15 rifler og adskillige maskingeværer, som marinesoldaterne havde efterladt. Generalmejor Akisaburo Futami, der var stabschef for 17. armé, skrev i sin dagbog, at denne kamp var "de første gode nyheder fra Guadalcanal."
Kampen, der blev beskrevet som "et pinligt nederlag" for marinekorpset, førte til en kamp om, hvem der havde skylden: Puller lagde skylden på Griffith og Edson; Griffith lagde skylden på Edson; og Twining lagde skylden på Puller og Edson. Oberst Gerald Thomas – Vandegrifts operationsofficer – lagde skylden på Twining. Marinesoldaterne lærte imidlertid af deres erfaringer, og nederlaget var det eneste i den størrelse, som marinekorpset led under slaget om Guadalcanal.

## Kampene i oktober

### Optakt
Japanerne fortsatte med at fremføre styrker til Guadalcanal som forberedelse til deres planlagte storoffensiv i slutningen af oktober. Mellem den 1. og den 5. oktober overførte Tokyo Expressen tropper fra 2. division, heriblandt dens kommandant, generalløjtnant Masao Maruyama. Disse tropper bestod af enheder fra 4., 16. og 29. infanteriregiment. I et forsøg på at udnytte den fordel, der var opnået i kampene i september ved Matanikau, supplerede Maruyama de tre bataljoner fra 4. infanteriregiment med yderligere støtteenheder under generalmajor Yumio Nasu langs den vestlige bred af Matanikau syd for Point Cruz med tre kompagnier fra 4. infanteri placeret på den østlige bred af floden. Okas udmattede tropper blev trukket tilbage fra området lige ved Matanikau. De japanske enheder øst for floden skulle hjælpe til med at forberede stillinger, hvorfra tungt artilleri kunne skyde ind i stillingen ved Lunga Point.
Da de amerikanske marinesoldater var klar over den japanske aktivitet omkring Matanikau, forberedte de en ny offensiv i området med det mål at trænge de japanske styrker vestpå og væk fra Matanikaudalen. Belært af erfaringerne fra kampene i september lagde marinekorpset denne gang en omhyggeligt forberedt og koordineret slagplan, som involverede fem bataljoner: to fra 5. marineregiment, to fra 7. marineregiment og en fra 2. marineregiment foruden spejdere og snigskytter (kaldet Whalinggruppen efter dens chef, oberst William J. Whaling). Bataljonerne fra 5. marineregiment skulle angribe over mundingen af Matanikau, mens de tre andre bataljoner skulle krydse Matanikau inde i land ved "one-log bridge", dreje nordpå og forsøge at fange de japanske styrker mellem sig og kysten. Denne gang ville marinedivisionens hovedkvarter beholde kontrollen over hele operationen og sørgede for støtte til operationen fra artilleri og fly.

### Kampene
Om morgenen den 7. oktober angreb de to bataljoner fra 5 marineregiment vestpå fra Lungastillingen mod Matanikau. Med direkte ildstøtte fra 75 mm kanoner monteret på halvbæltekøretøjer samt yderligere tropper fra 1. raiderbataljon tvang marinesoldaterne 200 soldater fra det japanske 3. kompagni af 1. bataljon af 4. infanteriregiment ind i en lille lomme på østsiden af Matanikau omkring 350 meter fra flodens udmunding. Det japanske 2. kompagni forsøgte at komme deres kammerater til undsætning, men kunne ikke krydse Matanikau og led tab på grund af artilleribeskydningen. I mellemtiden nåede de to bataljoner fra 7. marineregiment og Whalinggruppen stillinger øst for one-log bridge uden at møde modstand og slog lejr for natten.
Uvidende om marinesoldaternes offensiv sendte general Nasu 9. kompagni af 4. infanteriregiments 3. bataljon over Matanikau om aftenen den 7. oktober. Den japanske regimentschef hørte om den amerikanske operation omkring kl. 3 om natten den 8. oktober og beordrede straks sin 1. og 2. bataljon til at komme nærmere til floden for at kunne imødegå de amerikanske fremstød.
Regnvejr den 8. oktober forsinkede 7. marineregiment og Whalinggruppen, da de forsøgte at krydse Matanikau. Hen mod aften nåede 3. bataljon af 2. marineregiment den første højderyg vest for Matanikau omkring 1,5 km vest for Point Cruz. Over for deres stilling på østsiden af floden trængte H-kompaniet fra 2. bataljon af 7. marineregiment ind i en udsat stilling mellem det 9. japanske kompagni på østsiden og resten af den 3. japanske bataljon på vestsiden og blev tvunget til at trække sig tilbage. Som følge heraf stoppede marinesoldaterne deres angreb denne dag og forberedte sig på at kunne genoptage det den følgende dag. Uvidende om at marinesoldaterne truede deres stillinger på den vestlige bred af Matanikau, beordrede de japanske ledere – inklusiv Maruyama og Nasu – deres enheder til at blive, hvor de var.
I løbet af natten forsøgte de omkring 150 overlevende fra det 3. japanske kompagni at bryde ud af deres lomme og krydse sandbanken ved mundingen af Matanikau. Soldaterne fra 3. kompagni løb to delinger fra 1. raiderbataljon, som ikke forventede et angreb fra den retning, over ende, og den efterfølgende nærkamp kostede 12 marinesoldater og 59 japanere livet. Det lykkedes de resterende overlevende fra 3. kompagni at krydse floden og nå frem til egne linjer. Ifølge Frank J. Guidone, som deltog i kampen: "Kampen var timer i helvede. Der var råben, skrig fra de sårede og døende, riffelild og maskingevær med sporlyskugler, der flænsede natten – (en) kombination af tåge, røg og naturligt mørke. I sandhed en dødens arena."
Om morgenen den 9. oktober genoptog de amerikanske marinesoldater deres offensiv vest for Matanikau. Whalinggruppen og 2. bataljon af 7. marineregiment under kommando af oberstløjtnant Herman H. Hanneken nåede frem til kysten omkring Point Cruz og fangede et stort antal japanske tropper mellem sig og Matanikaufloden, hvor japanerne led store tab under artilleribeskydning og flybombardement. Længere mod vest indeslutede Pullers 1. bataljon af 7. marineregiment den 2. bataljon af det japanske 4. infanteriregiment i en skovklædt kløft. Efter at have tilkaldt en massiv artilleribeskydning af kløften tilføjede han beskydning fra sin bataljons morterer for at skabe, hvad Puller kaldte, "en maskine til udryddelse". De omringede japanere forsøgte flere gange at undslippe ved at klatre op af den modsatte side af kløften, blot for at blive dræbt i stort tal af massiv riffel- og maskingeværbeskydning. Efter at have fået efterretninger, om at japanerne planlagde et stort overraskelsesangreb et andet sted på Guadalcanal, beordrede Vandegrift alle marineenheder vest for Matanikau til at trække sig tilbage til den østlige bred, hvilket var gennemført, da man nåede til aften den 9. oktober.

### Efterspil og betydning
Marinekorpsets offensiv tilføjede det japanske 4. infanteriregiment svære tab, idet omkring 700 japanere blev dræbt. Under denne operation blev 65 marinesoldater dræbt.
Samme nat som den amerikanske operation ved Matanikau sluttede, gik generalløjtnant Harukichi Hyakutake – chefen for den 17. japanske armé – i land på Guadalcanal for personligt at lede de japanske styrker i deres storoffensiv, der var planlagt til senere i oktober. Hyakutake blev straks orienteret om tabet af de japanske stillinger på den østlige bred af Matanikau og nedkæmpelse af en af 4. regiments bataljoner. Hyakutake videresendte nyhederne direkte til hærens generalstab i Tokyo, hvor generalløjtnant Moritake Tanabe fra operationsdivisionen noterede i sin dagbog, at tabet af stillingen ved Matanikau var et "meget dårligt varsel" for den planlagte oktoberoffensiv.
Japanerne konstaterede, at genetablering af deres styrker på østbredden af Matanikau ville blive for bekostelige målt i forhold til det antal tropper, det ville kræve at gennemføre det. Derfor udtænkte japanerne en angrebsplan til deres planlagte offensiv, som sendte mange af deres tropper ud på en lang og udmattende rejse for at angribe Lungastillingen inde fra landet. Marchen, som begyndte den 16. oktober, udmattede de japanske tropper i en sådan grad, at det senere blev anset for en af hovedårsagerne til det afgørende japanske nederlag i det efterfølgende slag om Henderson Field fra den 23. til den 26. oktober 1942. At det var mislykkedes for japanerne at erobre og fastholde en stærk stilling ved Matanikau, viste sig således at have varige strategiske konsekvenser i slaget om Guadalcanal, og bidrog i betydelig grad til den endelige allierede sejr i slaget.

### Yderligere læsning
- Hersey, John (2002). Into the Valley: Marines at Guadalcanal. Bison Books. ISBN 0-8032-7328-2.
- Smith, George W. (2003). The Do-or-Die Men: The 1st Marine Raider Battalion at Guadalcanal. Pocket. ISBN 0-7434-7005-2.
- Twining, Merrill B. (1996). No Bended Knee: The Battle for Guadalcanal. Novato, CA, USA: Presidio Press. ISBN 0-89141-826-1.

## Eksterne kilder
- Anderson, Charles R. (1993). GUADALCANAL. The U.S. Army Campaigns of World War II. United States Army Center of Military History. Arkiveret fra originalen 20. december 2007. Hentet 2006-07-09.
- Cagney, James (2005). "The Battle for Guadalcanal". HistoryAnimated.com. Arkiveret fra originalen (javascript) 26. maj 2012. Hentet 2006-05-17.- Interactive animation of the battle
- Chen, C. Peter (2004-2006). "Guadalcanal Campaign". World War II Database. Hentet 2006-05-17.
- Flahavin, Peter (2004). "Guadalcanal Battle Sites, 1942–2004". Hentet 2006-08-02.- Web site with many pictures of Guadalcanal battle sites from 1942 and how they look now.
- Hoffman, Jon T. (1995). "Matanikau" (brochure). FROM MAKIN TO BOUGAINVILLE: Marine Raiders in the Pacific War. Marine Corps Historical Center. Hentet 2006-12-28.
- Hough, Frank O.; Ludwig, Verle E.; Shaw, Henry I., Jr. "Pearl Harbor to Guadalcanal". History of U.S. Marine Corps Operations in World War II. Hentet 2006-05-16.
- Miller, John Jr. (1995) [1949]. GUADALCANAL: THE FIRST OFFENSIVE. UNITED STATES ARMY IN WORLD WAR II. United States Army Center of Military History. CMH Pub 5-3. Arkiveret fra originalen 25. december 2007. Hentet 2006-07-04.
- Shaw, Henry I. (1992). "First Offensive: The Marine Campaign For Guadalcanal". Marines in World War II Commemorative Series. Hentet 2006-07-25.
- Zimmerman, John L. (1949). "The Guadalcanal Campaign". Marines in World War II Historical Monograph. Hentet 2006-07-04.